# École militaire (Frankreich)

École militaire in Paris

Die École militaire ist eine 1751 in Paris gegründete Militärschule, die auf Initiative von Madame de Pompadour und mit Unterstützung von König Ludwig XV. auf dem linken Seineufer in der Ebene von Grenelle unweit des Hôtel des Invalides entstand. Die Pläne zeichnete der Architekt des Königs, Ange-Jacques Gabriel, dessen Nachfolger Alexandre-Théodore Brongniart wurde.

## Geschichte
Man begann bezeichnenderweise mit der Kapelle, die Hauptgebäude folgten erst von 1769 bis 1772. Diese Anlage kennzeichnet den Höhepunkt des sogenannten „Großen Stils“ von Gabriel. Das andere große Dokument dieses Stils ist die Place de la Concorde auf der anderen Seine-Seite. Gabriel kam aus einer Familie von Bauleuten, die mit den Mansarts verwandt waren. Beim Tod seines Vaters 1742 wurde Gabriel erster Architekt des Königs – ausgerechnet zu einem Zeitpunkt, als sich Ludwig XV. wieder lebhaft für das Bauen interessierte. Außerdem kam ihm das Wohlwollen der Marquise de Pompadour, der Mätresse des Königs, zugute. Für sie hatte er gerade das Schloss Ménars erweitert – sehr zu ihrem Wohlgefallen. Sie hatte überhaupt erst die Idee zu einer solchen Armenförderung. Es gab zuvor nämlich etwas Ähnliches für die weibliche Seite, das Damenstift zu Saint-Cyr-l’École.
Als Gelände für die relativ weitläufige neue königliche Militärakademie wurde der Platz neben der Invalidenanlage auf dem Weg nach Versailles gewählt, wo es damals noch freies Feld gab, das man zum Exerzieren unbedingt brauchte. Später hat die Revolution hier das Champ de Mars errichtet, und noch später wurde am oberen Ende des Marsfeldes der Eiffelturm errichtet. Der Platz zwischen Militärakademie und Eiffelturm ist heute noch unbebaut und ein äußerst beliebter Versammlungsplatz aller möglichen Bevölkerungsgruppen in den Abend- und Nachtstunden, von dem aus man den beleuchteten Eiffelturm ungehindert sehen kann.

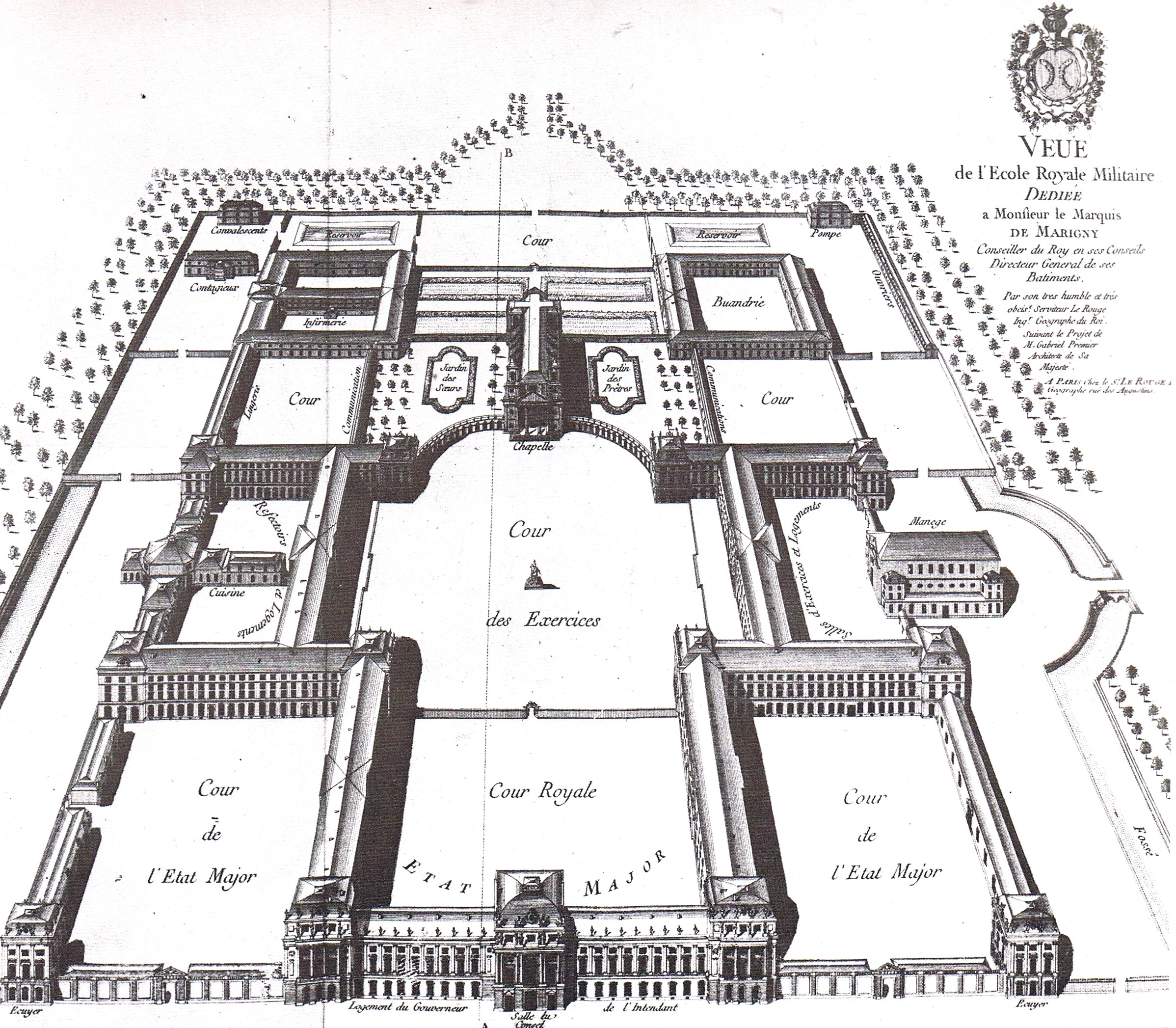
Zeichnung des Architekten Ange-Jacques Gabriel der École royale militaire aus dem Jahre 1751

Bei dieser Militärakademie ist vor allem der mittlere Pavillon mit seinen jeweils vier korinthischen Säulen auf jeder Seite auffallend, die zusammen mit dem mächtigen Dreiecksgiebel eine antike Tempelfassade nachahmen. Insgesamt deutet sich hier aber schon eine gewisse Strenge an, ein zunehmender Verzicht auf Dekorationen. Damit weist dieser Stil auf Louis XVI. voraus, unter dem diese architektonische Strenge zum Staatsstil werden wird. Die Bauarbeiten schritten nur langsam fort, weil es ständig finanzielle Engpässe gab. Madame Pompadour opferte im Jahr 1755 sogar ihre gesamten Einkünfte und sie lag ständig dem König in den Ohren, der aber nur unzureichende zusätzliche Mittel bewilligte. Gabriel reduzierte seine Planung und verlegte sogar den Haupteingang.
Die Schule, ursprünglich für die Ausbildung von Söhnen verarmter Adelsfamilien zu vollendeten Offizieren vorgesehen, nahm später auch bürgerliche Zöglinge und 1784 ihren berühmtesten Schüler auf, den jungen Napoleon Bonaparte. 1787 wurde sie geschlossen, danach diente sie unter anderem als Depot und als Kaserne, bis sie 1878 ihre ursprüngliche Bestimmung zurückerhielt. Heute beherbergt sie verschiedene Einrichtungen, die der höheren militärischen Weiterbildung dienen.

## Verwendung der Gebäudeteile

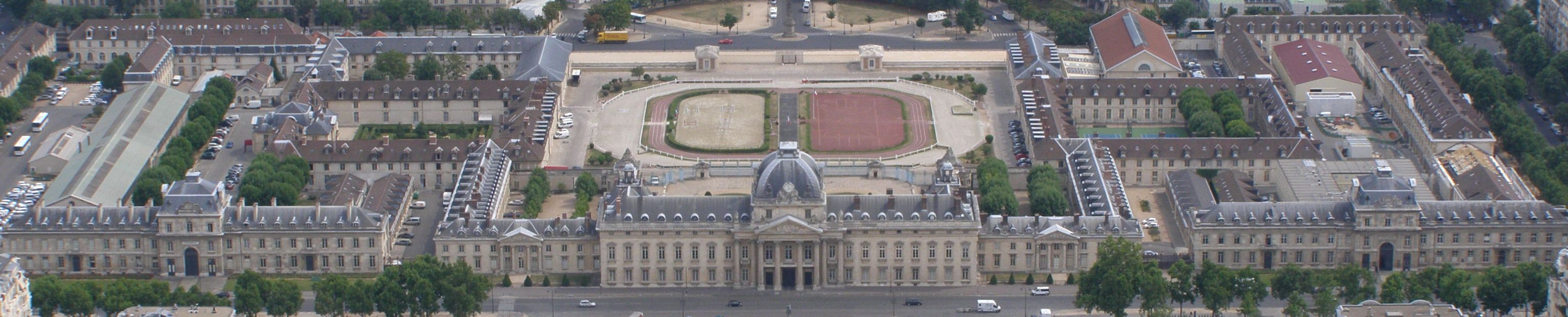
École militaire

Linkes Drittel: Im linken Nebenbau war die École supérieure de guerre aérienne für die Generalstäbler der französischen Luftstreitkräfte untergebracht. In der Hofmitte hinter den Bäumen liegt die Kapelle. Sie ist heute ein Teil der Kantine und wird als Rotonde bezeichnet. Am Oberrand sind die Gebäude für die Pferdehaltung.
Mittleres Drittel: Der ganze linke Hauptflügel ist die Kirche St. Louis de l´École militaire. An den sonntäglichen Gottesdiensten können Außenstehende teilnehmen. Im rechten Teil des Hauptgebäudes sind die Dienstwohnung des Generalinspekteurs (oben) und die Bibliothek (unten) untergebracht. Der rechte Teil des Hofes ist die Reitbahn.
Rechtes Drittel: Im 19. Jahrhundert entstand die École supérieure de guerre navale für die Admiralstabsausbildung der französischen Marine. Sie lag im rechten Nebenbau. Noch heute ist dort das Institut des hautes études de défense national (IHEDN) untergebracht. Im mittleren Querbau ist der Cours supérieur interarmée.

## Aktuelle Organisation der École militaire
Die drei Schulen wurden Anfang des 21. Jahrhunderts (wie von jeher an der Führungsakademie der Bundeswehr) zusammengelegt. Die heutige École militaire umfasst das Centre des hautes études militaires (CHEM), die École de guerre, das Institut de recherche stratégique de l'École militaire (IRSEM) und weitere Einrichtungen der Teilstreitkräfte, u. a. das Collège de l'enseignement supérieur de l'armée de Terre (CESAT).